# Angola Air Charter
Angola Air Charter es una aerolínea chárter con base en Luanda, Angola. Efectúa vuelos chárter en África. Su principal base es el Aeropuerto Quatro de Fevereiro, Luanda. La aerolínea está en la lista negra de la UE.

## Historia
La aerolínea fue fundada en 1987 y es propiedad de TAAG Angola Airlines.

## Flota
La flota de Angola Air Charter contiene los siguientes aviones (en junio de 2011):
- 1 Ilyushin Il-76[4]
- 1 Embraer EMB 120 Brasilia[5]

### Flota retirada
En marzo de 2007 la aerolínea también operaba:
- 3 Boeing 707-320C
- 1 Boeing 727-100F
- 1 Boeing 737-200